# When a Man Falls in the Forest
When a Man Falls in the Forest è un film del 2007 diretto da Ryan Eslinger.
La pellicola ha per protagonisti Timothy Hutton, Sharon Stone, Dylan Baker e Stacie Bono.
È stato presentato in concorso alla 57ª edizione del Festival di Berlino.

## Trama
Le esistenze di Karen, una donna infelice e stanca della vita che la circonda, e di suo marito Gary, che cerca disperatamente di ritrovare la gioia di vivere, si intrecciano con quelle di due ex compagni di scuola di quest'ultimo, Travis, che vive all'ombra di un trauma che lo ha segnato per sempre, e Bill, un uomo che teme il contatto con il prossimo.

## Produzione

### Riprese
Il film è stato girato in Canada nella provincia della Columbia Britannica, a Burnaby e Vancouver.

## Colonna sonora
Billy Corgan, cantante e leader degli Smashing Pumpkins, ha composto ed eseguito tre brani originali per la colonna sonora del film, Shangra-La, Sky Of Blue e Whisper .

## Distribuzione
Dopo l'anteprima del 12 febbraio al Festival di Berlino, nel 2007 il film è stato proiettato in numerose altre manifestazioni internazionali tra cui il South by Southwest di Austin (10 marzo), il Gen Art Film Festival di New York (16 aprile), il Taipei Film Festival (26 giugno), il Drake International Film Festival di Caserta (28 giugno) e il Festival Hors-Écran di Lione (1º ottobre).
In Italia è stato distribuito a partire dal 9 marzo 2007, mentre negli Stati Uniti e in altri Paesi è uscito direttamente nell'edizione in DVD.

## Accoglienza

### Critica
Il film ha ricevuto generalmente critiche negative. Ray Bennett ha scritto su The Hollywood Reporter: «Uno dei personaggi del cupo dramma di vite sprecate di Ryan Eslinger ascolta un nastro intitolato "Guida esplorativa al sogno lucido". È un peccato che il regista-sceneggiatore non ne abbia mai trovato uno sulla produzione cinematografica lucida».
Paolo Mereghetti sul Corriere della Sera ha giudicato il film «troppo programmatico nel suo pessimismo per riuscire davvero a convincere... e interpretato da una dimessa Sharon Stone e un catatonico Timothy Hutton». Analogo il giudizio di Valerio Caprara, che su Il Mattino lo ha definito «un film troppo cerebrale e confusionario, incerto nello stile e affidato agli intermittenti svolazzi di un pretenzioso poeticismo».

## Riconoscimenti
- 2007 - Festival internazionale del cinema di Berlino

Nomination Orso d'oro per il miglior film
- 2007 - Leo Awards

Nomination miglior montaggio in un film drammatico a Jamie Alain
Nomination miglior colonna sonora in un film drammatico a Paul Michael Thomas e John Sereda
Nomination miglior scenografia in un film drammatico a Andrew Deskin
- 2007 - Taipei Film Festival

Nomination premio speciale della giuria a Ryan Eslinger